# Дідівщина (Конотопський район)
Ді́дівщина —  село в Україні, у Кролевецькій міській громаді Конотопського району Сумської області. Населення становить 153 осіб. До 2020 орган місцевого самоврядування — Гречкинська сільська рада.

## Географія
Село Дідівщина знаходиться на березі річки Глистянка. Село складається з декількох частин, рознесених на відстань до 1 км. На відстані 1-го км від села розташовані села Заріччя, Пасіка та Хрещатик. До села примикає лісовий масив (сосна, береза).

## Історія
12 червня 2020 року, відповідно до розпорядження Кабінету Міністрів України № 723-р «Про визначення адміністративних центрів та затвердження територій територіальних громад Сумської області», село увійшло до складу Кролевецької міської громади.
19 липня 2020 року, в результаті адміністративно-територіальної реформи та ліквідації Кролевецького району, увійшло до складу новоутвореного Конотопського району.

## Символіка
На гербі зображено діда з колоском пшениці, що означає дід із дідухом і відсилає нас до назви села (герб є подвійно промовистим). 

## Промисловість
В селі знаходиться Новомосковський крохмальний завод.

## Пам'ятки
Поблизу села знаходяться рештки шведських землянок – ямок у лісі (Займі), часів «Північної війни» 1700—1721 рр.